# Török Sándor (újságíró)
Török Sándor (írói neve 1943-ig: Enyingi Sándor; Nagykároly, 1911. február 8. – Kolozsvár, 1990. február 10.) erdélyi magyar újságíró, költő, novellista.

## Életútja
Középiskoláit szülővárosában végezte. 1930–43 között a Szatmár Megyei Közlöny és a Nagykároly és Vidéke munkatársa, a Kisebbségi Újság szerkesztője (1936–38). 1946-ban a Magyar Művészeti Vezérfelügyelőség, 1946–49-ben a Kolozsvári Magyar Színház titkára, utána kereskedelmi vállalatoknál tisztviselő, nyugdíjazásáig (1971). Közben három évet hallgatott a Bolyai Tudományegyetemen, magyar nyelv és irodalom szakon, tanulmányait azonban nem fejezte be.

## Munkássága
A Pásztortűz, Vasárnap, Ellenzék, Keleti Újság, Hitel, Erdélyi Lapok közölte cikkeit, verseit, elbeszéléseit, 1967-től az Utunkban és a Delfinben jelentek meg interjúi színészekkel, színházigazgatókkal. 1979–85 között a kolozsvári rádió magyar adásában sorozatban ismertette Kolozsvár híres épületeit, utcáit és más nevezetességeit; interjút készített többek között Imrédy Gézával, Senkálszky Endrével.

## Művei
- Április. Komédia; Globus Nyomda, Bp., 1936 (Krónika. A Nemzeti Színház műsorkísérő füzetei)
- A komédiás. Színjáték 3 felv.-ban; Globus Nyomda, Bp., 1937 (Krónika a Nemzeti Színház műsorkísérő füzetei)